# São Paulo da Cruz em “Corviale” (título cardinalício)
San Paolo della Croce a “Corviale” é um título cardinalício que foi criado pelo Papa João Paulo II em 1985. Sua igreja titular é a San Paolo della Croce a Corviale.

## Titulares
- Louis-Albert Vachon (1985-2006)
- Oswald Gracias (2007- )